# Manduca haitiensis
Manduca haitiensis är en fjärilsart som beskrevs av Clark 1917. Manduca haitiensis ingår i släktet Manduca och familjen svärmare. Inga underarter finns listade i Catalogue of Life.